# Elgorriaga
Elgorriaga és un municipi de Navarra, pertanyent a la comarca de Malerreka dins la merindad de Pamplona.

## Topònim
El sufix -aga sol significar en els topònims bascos lloc de. Elgorri significa xarampió en euskera, pel que la traducció literal de Elgorriaga seria lloc de xarampió. No obstant això aquesta etimologia resulta molt estranya. Els filòlegs, com Mikel Belasko en el seu glossari etimològic de Navarra, relacionen Elgorriaga amb elorri, paraula basca que significa arç i que en els dialectes orientals d'aquest idioma es pronuncia com elhorri. Existeix a Àlaba un llogaret anominat Elorriaga, el nom medieval del qual era Elhorriaga. Una hac aspirada podria haver evolucionat a g en el cas de la localitat navarresa donant lloc a Elgorriaga, mentre en l'alabesa l'hac faria quedar muda donant origen a Elorriaga. En aquest cas el topònim significaria lloc d'arços.

## Demografia
| Evolució demogràfica                                  | Evolució demogràfica | Evolució demogràfica | Evolució demogràfica | Evolució demogràfica | Evolució demogràfica | Evolució demogràfica | Evolució demogràfica | Evolució demogràfica | Evolució demogràfica | Evolució demogràfica |
| 1996                                                  | 1998                 | 1999                 | 2000                 | 2001                 | 2002                 | 2003                 | 2004                 | 2005                 | 2006                 | 2007                 |
| ----------------------------------------------------- | -------------------- | -------------------- | -------------------- | -------------------- | -------------------- | -------------------- | -------------------- | -------------------- | -------------------- | -------------------- |
| 198                                                   | 199                  | 268                  | 206                  | 207                  | 218                  | 223                  | 225                  | 223                  | 226                  | 219                  |
| Fonts: Elgorriaga i Institut d'Estadística de Navarra |                      |                      |                      |                      |                      |                      |                      |                      |                      |                      |